# Velocidad de proyecto

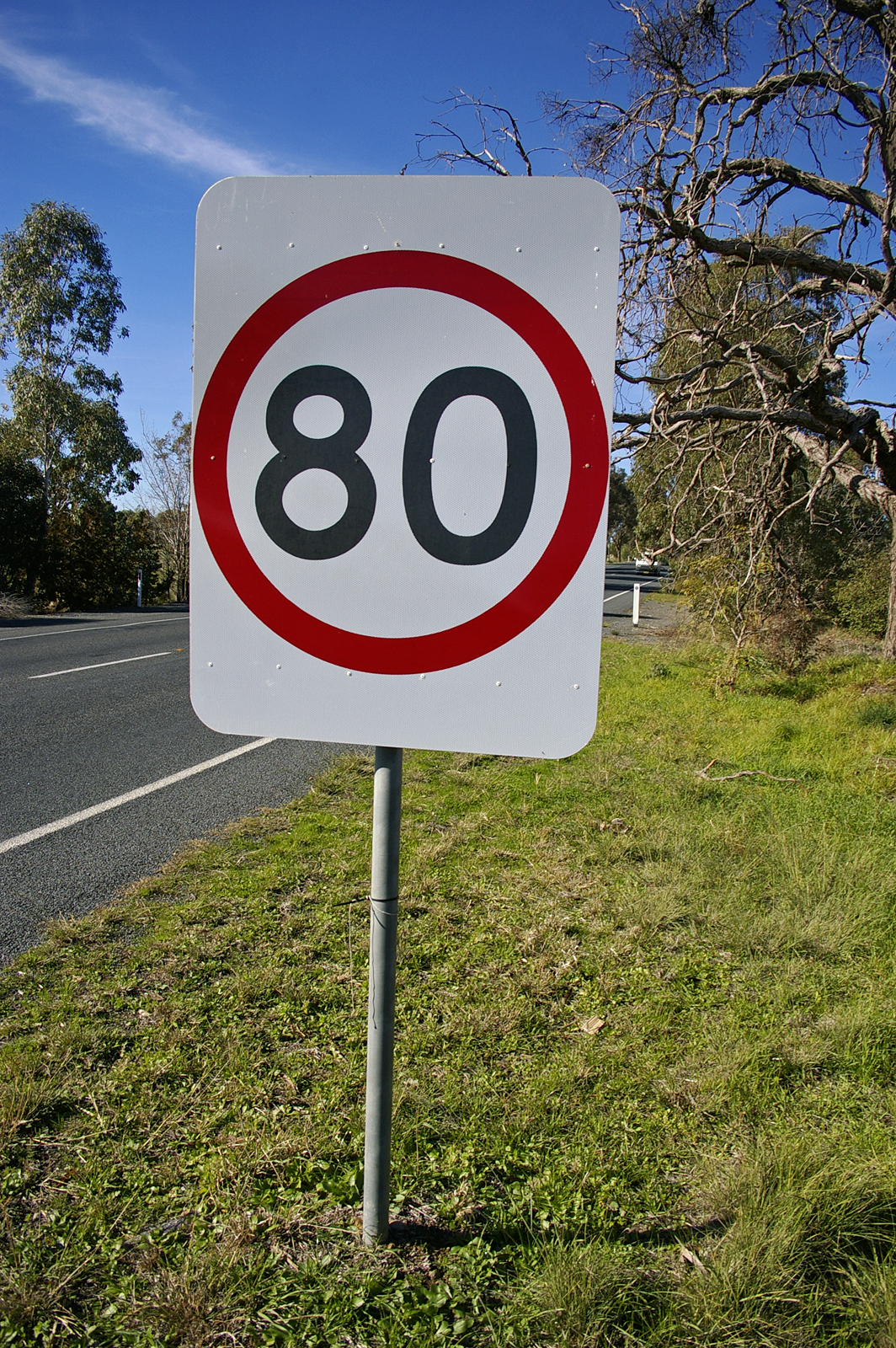
Señal de velocidad máxima permitida en Australia

La velocidad de proyecto o velocidad de diseño (en inglés design speed) es la velocidad que alcanzaría un vehículo terrestre en una carretera en diseño o proyecto. Este valor determina las características geométricas de una carretera nueva durante el proyecto. Contrariamente a la concepción general, la velocidad de proyecto no es necesariamente la máxima velocidad segura, puede ser mayor o menor. La normativa española de trazado de carreteras la define como la máxima velocidad para la conducción con comodidad y seguridad

## Características geométricas

Hay carreteras que están diseñadas para velocidades mayores que las legales. En la imagen esquema de las velocidades máximas de las carreteras españolas.

La velocidad de proyecto para una carretera dada es el factor determinante para elegir el peralte y el radio de las curvas, la distancia de visibilidad, y las longitudes y profundidades de los acuerdos verticales, es decir cambios de rasante más suaves. Carreteras con mayores velocidades de diseño requieren curvas más suaves, cambios de rasante más largos que conllevan distancias de visibilidad mayores. Las carreteras con velocidades menores implican curvas más pronunciadas y cambios de rasante más acentuados lo que permite adaptarlas mejor al terreno y por lo tanto, su coste es más barato.

## Variación de la velocidad de proyecto en función del límite de velocidad
Las variaciones que existen entre las velocidades de proyecto y las velocidades reales son:
- Existen elementos de una vía que pueden bajar la velocidad de proyecto de un tramo, por ejemplo curvas puntuales a una velocidad máxima de 80 km/h cuando la carretera en los tramos rectos se puede conducir a 100 km/h. Esto conllevará que la velocidad máxima permitida de todo el tramo sea 80.
- La velocidad de proyecto es una medida de laboratorio, enmarcada en datos y coeficientes teóricos y conservadores (en condiciones de lluvia).
- La velocidad de proyecto puede ser mayor que la velocidad legal máxima permitida, por ejemplo 140 km/h cuando la velocidad máxima en España es de 120 km/h.[3][4] En estos casos el ingeniero considera que no puede castigar al infractor del límite de velocidad con un accidente.
- Los vehículos mejoran sus características con el tiempo, lo que puede hacer que la velocidad de proyecto que se calculó en su día difiera de la que existe ahora. Esto es más significativo en las carreteras relativamente antiguas como las autopistas de los años 70 y 80.

Por estas razones la agencia estadounidense de carreteras AASHTO ha empezado a estudiar la utilidad del concepto. También se están midiendo la velocidad de los conductores en las vías para conocer cuál es la velocidad que consideran segura los conductores y se están señalando aquellos puntos donde la velocidad superior provoque accidentes.

## Factores
Cuando las carreteras se planean, la velocidad de diseño puede estar influenciada por varios factores, incluyendo:
- Características de diseño geométrico de las carreteras
- Legislación sobre velocidad máxima
- Nivel de tráfico y volumen de tráfico necesario. Existen vías suburbanas donde la velocidad se limita a 60 km/h porque se sabe que es la velocidad a la que se alcanza la mayor capacidad la vía.
- Clasificación de carreteras